# Allied Council for Japan
Das Allied Council for Japan (jap. 対日理事会, tainichi rijikai) wurde aufgrund der Beschlüsse der Konferenz von Moskau der Außenminister vom Dezember 1945 im April 1946 in Tokio eingerichtet.
Mitglieder waren als Vorsitzender ex officio der Supreme Commander for the Allied Powers (SCAP) Douglas MacArthur und sein Stellvertreter William F. Marquat für die USA, weiterhin je zwei Vertreter National-Chinas, der Sowjetunion und Großbritanniens, das sein Commonwealth of Nations mit vertrat. Sie repräsentierten die Hauptsiegermächte des Pazifikkriegs. Sitzungen fanden 14-täglich statt, deren Ergebnisse der Öffentlichkeit zugänglich gemacht wurden.

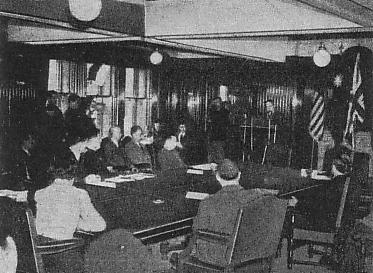
Sitzung vom 15. April 1946

Es hätte die Aufgabe des Council sein sollen, die Arbeit des SCAP zu überwachen und gegebenenfalls dessen Maßnahmen, die es nicht billigte, solange auszusetzen, bis die Far Eastern Commission (FEC) eine endgültige Entscheidung traf. Nach den Erfahrungen der USA bei der Potsdamer Konferenz und im alliierten Kontrollrat war jedoch Präsident Harry S. Truman zu der Überzeugung gelangt, dass eine Beteiligung der Sowjetunion an der Besatzungspolitik keinesfalls zuzulassen sei. Dies war einer der wenigen Punkte vollkommener Übereinstimmung mit seinem Untergebenen MacArthur, der für beide Organisationen wenig mehr als Verachtung übrighatte.
MacArthur hielt auf der konstituierenden Sitzung am 5. April 1946 eine längere Eröffnungsrede. Er ließ durchblicken, dass er keinesfalls gewillt sei, SCAP in Fragen der Besatzungspolitik hineinreden zu lassen. Er ernannte dann Marquat an seiner Stelle zum provisorischen Vorsitzenden und verließ die Sitzung. Dies war das einzige Mal, dass er erschien. Als zweites amerikanisches Mitglied agierte von Mai 1946 bis März 1947 George Atcheson Jr., danach bis April 1952 William J. Sebald. Lediglich die Frage der Bodenreform wurde dem Council zur Beratung zugewiesen. Bis 1947 kam es bei den Zusammenkünften noch zu konstruktiven Diskussionen. Seit Sommer 1947 weigerte sich SCAP dann auch, dem Council – meist vom Vertreter der Sowjetunion angeforderte – Informationen zur Verfügung zu stellen. Wegen fehlender Tagesordnungen endeten dann in den Jahren 1948 und 1949 47 von 53 abgehaltenen Treffen schon nach einigen Minuten. Am 24. November 1948 wurden die Urteile der Tokioter Prozesse uneingeschränkt bestätigt. Ansonsten beschränkte sich die sowjetische Seite auf Kritik an den US-Imperialisten und die Amerikaner auf plumpe anti-kommunistische Propaganda. Mit dem anstehenden Abschluss des Friedensvertrags von San Francisco entfiel die Existenzberechtigung der „Organisation.“